# 驚異の暴走列車
『 驚異の暴走列車 (原題: Born to Die) 』は1976年1月にキャピトル・レコードからリリースされた グランド・ファンクの10th アルバム。Capitolからのラスト・アルバムである。プロデュースはJimmy Iennerが担当。スタジオ録音としての前作『ハード・ロック野郎 (世界の女は御用心)(All the Girls in the World Beware!!!)』の路線を継承しハードロックに加えポップスも加味し多様な楽曲構成がされる。ヒット曲Bad Timeを彷彿させるSally、ブリューワーによる激しいTake Me、コーラスワーク、サックス、ピアノが印象的で叙情的なTalk to the Peopleなどの佳曲もあり内容的には決して劣るものではなかったがチャートアクションは芳しくなく、バンドが続けてきたゴールドディスク以上獲得の記録もとぎれることになった。
元々バンド側は2枚組のライブアルバム『グランド・ファンク・ツアー ’75(Caught in the Act)』で残された2枚の契約義務は果たされると考え解散するつもりだった。しかしCapitolは“新作を入れたアルバムでないと契約は満たされない”との立場をとりバンド側と対立した。最終的に新作の入ったアルバム1枚で契約が満たされるとの妥協が図られ本作が作られることになった。本作でCapitolと契約満了したバンドはほどなくしてMCAから『熱い激突(Good Singin', Good Playin')』を発表することになる。

## 収録曲
| #   | タイトル                 | 作詞・作曲                      | 時間 |
| --- | ------------------------ | ------------------------------- | ---- |
| 1.  | 「Born to Die」          | Farner                          | 5:29 |
| 2.  | 「Dues」                 | Brewer /Frost                   | 5:27 |
| 3.  | 「Sally」                | Farner                          | 3:12 |
| 4.  | 「I Fell for Your Love」 | Brewer /Frost                   | 4:06 |
| 5.  | 「Talk to the People」   | Farner /Frost                   | 5:27 |
| 6.  | 「Take Me」              | Brewer /Frost                   | 5:00 |
| 7.  | 「Genevieve」            | Farner /Brewer /Schacher /Frost | 6:12 |
| 8.  | 「Love Is Dyin'」        | Brewer                          | 4:07 |
| 9.  | 「Politician」           | Farner                          | 3:51 |
| 10. | 「Good Things」          | Farner                          | 4:14 |

| #   | タイトル                             | 作詞・作曲                      | 時間 |
| --- | ------------------------------------ | ------------------------------- | ---- |
| 11. | 「Bare Naked Woman」(Live Rehearsal) | ( unknown )                     | 3:40 |
| 12. | 「Genevieve」(Live Rehearsal)        | Farner /Brewer /Schacher /Frost | 6:26 |

## レコーディング・メンバー
- ドン・ブリューワー / Don Brewer (Drums, Percussion, Vocals)
- マーク・ファーナー / Mark Farner (Guitars, Organ, Vocals)
- メル・サッチャー / Mel Schacher (Bass Guitar, Backing Vocals)
- クレイグ・フロスト / Craig Frost (Keyboards, Percussion, Backing Vocals)

## ゲスト・ミュージシャン
- Alan Boguslavsky (Rhythm Guitar: on 2, 4, 5, 8)
- Donna Hall (Background Vocals)
- Jimmie Hall (Saxophone, Harmonica)

## スタッフ
- Produced by Jimmy Ienner